# Pristolepis malabarica
Pristolepis malabarica là một loài cá nước ngọt trong họ Pristolepididae. Loài này được Albert Günther mô tả năm 1864 dưới danh pháp Catopra malabarica. Tuy nhiên, theo Plamoottil (2013), thì trong một thời gian dài nhiều nhà phân loại học, như từ Jerdon (1865) cho tới Britz et al. (2012) coi nó là đồng nghĩa với P. marginata.

## Mẫu định danh
Mẫu định danh là một mẫu vật dài 3,5 inch (8,8 cm) được linh mục Henry Baker (Trẻ) thu thập tại Mundakkayam (huyện Kottayam, bang Kerala) trong vùng đồi núi Travancore trên bờ biển Malabar ở tây nam Ấn Độ và được Francis Day chuyển cho Bảo tàng Anh.

## Từ nguyên
Tính từ định danh malabarica lấy theo vùng duyên hải Malabar ở tây nam Ấn Độ.

## Phân bố
Loài này được tìm thấy tại sông Manimala, bang Kerala, tây nam Ấn Độ.

## Đặc điểm
Chiều dài tối đa 8,8 cm. Chiều cao thân bằng 41,7% chiều dài tổng cộng (không tính đuôi, tức là chiều dài tiêu chuẩn); chiều dài đầu bằng 33,3% chiều dài tiêu chuẩn; chiều cao đầu tương đương chiều dài đầu; mõm dài như mắt, với đường kính của nó bằng 28,6% chiều dài đầu và lớn hơn chiều rộng của không gian giữa hai hốc mắt; các hàm tương đương về chiều dài ở phía trước, hàm trên mở rộng tới phía dưới mép trước của hốc mắt. Xương trước hốc mắt và góc của xương trước nắp mang không có khía răng cưa; nắp mang, họng và yết hầu có vảy che phủ hoàn toàn; má với 4 dãy vảy. Vây lưng bắt đầu từ phía trên điểm kết thúc nắp mang và kết thúc gần với đuôi: các gai của nó có độ dài và độ cứng vừa phải, với gai từ thứ 5 tới thứ 9 dài nhất, gần như dài tới một nửa chiều dài đầu, hai gai cuối cùng dài bằng nhau, vây lưng mềm nhô cao và có vảy ở gốc. Tia gai thứ 2 và 3 của vây hậu môn tương đương về chiều dài và độ cứng, hầu như không dài hơn hay cứng hơn các tia gai vây lưng; vây hậu môn mềm tương tự như vây lưng mềm. Vây đuôi thuôn tròn, gần bằng 25% chiều dài tiêu chuẩn; không vảy ngoại trừ phần gốc. Vây ngực khá hẹp, trải rộng về phía sau tới vây bụng (vây chậu) và ngắn hơn đầu; vây bụng không kéo dài tới lỗ niệu sinh dục. Vảy với mép nguyên; phần trên của đường bên kết thúc phía dưới điểm giữa của vây lưng mềm, phía trên điểm bắt đầu của phần dưới [của đường bên]. Hai hàm, xương lá mía và dải hẹp của tấm xương vòm miệng có các răng dạng lông nhung (răng nhỏ). Các tấm có răng trên vòm và trên đáy của miệng dường như có một bề mặt không phân chia, các răng hàm không tách biệt có sự khác biệt: các răng hàm trên thuôn dài, hơi thon ở phía trước, thuôn tròn phía sau và hơi thu nhỏ ở giữa trong khi các răng hàm dưới hình elip và ở đây có một tấm nhỏ nằm ngang phía sau các răng lớn. Vây lưng: tia gai 14, tia mềm 11-12; vây hậu môn: tia gai 3, tia mềm 8-9. Đường bên: vảy theo chiều dọc 26, theo chiều ngang: trên 3, dưới 9.